# Hans-Georg Sumpf
Hans-Georg Ernst Sumpf (* 3. Juni 1924 in Templin; † 31. Juli 2007 in Brandenburg an der Havel) war ein deutscher Politiker und Funktionär.

## Leben und Wirken

### Herkunft und Ausbildung
Hans-Georg Sumpf wurde als Sohn des Rangierers Georg Willi Sumpf und der Köchin Else Marga Elise Sumpf, geb. Huth, als zweites von drei Kindern geboren. Die Eltern waren evangelischer Konfession. Nach achtjähriger Schulbildung begann er eine Berufsausbildung zum Maschinenschlosser beim Reichsbahnausbesserungswerk Eberswalde. Seinen Berufsabschluss zum Gesellen machte er im März 1941. Nach Abschluss seiner Berufsausbildung wurde er zunächst im RAW weiter beschäftigt.

### Kriegsdienst
Noch im Jahr 1941 wurde Hans-Georg Sumpf siebzehnjährig als Funker zur Wehrmacht eingezogen. Von 1941 bis 1945 war er beim 3. Luftnachrichten-Regiment der Luftwaffe in Berlin-Kladow, zum Ende des Zweiten Weltkriegs als Obergefreiter. Am 15. April 1945 geriet er bei Helmstedt in amerikanische Kriegsgefangenschaft, aus der er an Tuberkulose erkrankt am 20. September 1945 entlassen wurde.

### Politische Tätigkeit
Am 26. Januar 1946 trat Sumpf in die Sozialdemokratische Partei Deutschlands (SPD) ein, welche in der Sowjetischen Besatzungszone am 21. beziehungsweise 22. April 1946 mit der Kommunistischen Partei Deutschlands (KPD) zur Sozialistischen Einheitspartei Deutschlands (SED) vereinigt wurde. Als Mitglied der Freien Deutschen Jugend (FDJ) war Hans-Georg Sumpf von 1946 bis 1949 bei der FDJ-Kreisleitung Templin als Sekretär beschäftigt. Anschließend folgte eine Beschäftigung als Abteilungsleiter und Sekretär beim brandenburgischen Landesvorstand der FDJ in Potsdam. Während dieser Zeit besuchte er die Landesparteischule der SED „Ernst Thälmann“ auf Gut Schmerwitz.
Am 2. März 1953 erfolgte als Sekretär der Wechsel zum Rat der Stadt in Brandenburg (Havel). Bereits im folgenden Jahr 1954 wurde Hans-Georg Sumpf im Alter von nur 29 beziehungsweise 30 Jahren kommissarischer Oberbürgermeister der kreisfreien Stadt. Noch im selben Jahr, am 1. Dezember 1954, wechselte er als Vorsitzender (Äquivalent zum Landrat) zum Rat des Kreises Rathenow.
Nach der Tätigkeit im Rat des Kreises ging Hans-Georg Sumpf als Parteisekretär an das Stahl- und Walzwerk Brandenburg (SWB) zurück nach Brandenburg (Havel). Während seiner Anstellung in Brandenburg studierte er an der Ingenieurschule in Hennigsdorf. Im SWB, wo er bis zu seiner Berentung arbeitete, war er als Bereichsleiter tätig.
Nach der politischen Wende in der DDR und der Deutschen Wiedervereinigung war Hans-Georg Sumpf Mitglied der PDS und nach deren Zusammenschluss mit der WASG bis zu seinem Tod der Partei Die Linke.

### Familie und Privates
Hans-Georg Sumpf war verheiratet und hatte drei Töchter, von denen zwei bereits im frühen Kindesalter verstarben. Viele persönliche Gegenstände wie Auszeichnungen befinden sich im Industriemuseum Brandenburg an der Havel, wo sie teilweise ausgestellt sind.

## Auszeichnungen (Auswahl)
- Vaterländischer Verdienstorden in Bronze am 7. Oktober 1964
- Verdienstmedaille der DDR am 7. Oktober 1963
- Artur-Becker-Medaille in Gold am 7. März 1961